# KV Groen-Geel
KV Groen-Geel is een korfbalvereniging uit Wormer, gemeente Wormerland, Noord-Holland, Nederland. De club is opgericht in 1923 en de clubnaam heeft een simpele origine: de kleuren van het speeltenue. De club heeft ongeveer 500 leden. Het eerste team neemt vanaf het seizoen 2019/2020 voor het eerst deel in Korfbal League, de hoogste divisie in deze tak van sport.

## Geschiedenis
Toen de club in 1923 ontstond door een groepje Wormerveerders, hadden ze de vereniging eerst de naam W.K.V. gegeven, wat stond voor Wormer Korfbal Vereniging. Echter werd de clubnaam toch aangepast naar het huidige Groen-Geel. Logischerwijs spelen de teams dan ook in groen/geel gekleurde tenues.
De club heeft erg veel baat gehad van het schoolkorfbal. Door veel van deze schoolkorfbaltoernooien te organiseren, groeide de club al snel. In 1973 kon de vereniging verhuizen naar een beter passende locatie, namelijk Trickelsoord. Hier was gelegenheid voor het clubhuis en meerdere speelvelden. In 1980, zeven jaar na de verhuizing was ook een eigen sporthal een feit. Deze hal was groot ingericht en leende zich daardoor ook uitstekend voor belangrijke en internationale korfbalwedstrijden.
Wegens het honderdjarig bestaan, is aan Groen-Geel op 25 november 2023 de Koninklijke Erepenning toegekend. Deze werd door de burgemeester van Wormerland uitgereikt aan de voorzitter.

### Hoogste niveau van Nederland
In 1986 promoveerde ploeg in zaal naar het hoogste niveau; de Hoofdklasse.
In seizoen 1988-1989 degradeerde de ploeg echter terug naar de Overgangsklasse. 
In 1993 werd de club zowel op het veld als in de zaal kampioen in de Overgangsklasse, waardoor in beide competities promotie werd gemaakt naar de Hoofdklasse.
Hierdoor was seizoen 1993-1994 het eerste seizoen in de clubhistorie dat de club in beide competities op het hoogste niveau speelde. Helaas duurde dit niet lang, want in dit seizoen degradeerde de club op het veld terug.
In seizoen 2000-2001 speelde Groen-Geel op het veld en zaal in de Hoofdklasse. Echter werd in dit seizoen in beide competities gedegradeerd naar de Overgangsklasse.

### Korfbal League
In 2005 degradeerde de club in de zaal uit de Hoofdklasse. Per 2005-2006 werd de Korfbal League opgericht, de nieuwe beste zaalkorfbalcompetitie. Het lukte Groen-Geel pas in 2019 om daarnaartoe te promoveren. In 2024 degradeerde de ploeg uit de Korfbal League, terug naar de Korfbal League 2.

## Individuele prestaties
- Petra Bes, vrouwelijke topscoorder van de Hoofdklasse in seizoen 1994-1995
- Chris Kaper, mannelijke topscoorder van de Hoofdklasse in seizoen 1998-1999
- Mariet Huitema, vrouwelijke topscoorder van de Hoofdklasse in seizoen 1998-1999
- Desiree Huisman, vrouwelijke topscoorder van de Hoofdklasse in seizoen 2002-2003

Blauw-Wit · DOS'46 · DVO · Fortuna · Koog Zaandijk · LDODK · PKC · KCC · HKC · Unitas